# Rode Torenpas
De Rode Torenpas of Rode Torenkloof (Roemeens: Pasul Turnu Roşu, Hongaars: Vöröstoronyi-szoros) is een nauwte in het dal van de Roemeense rivier de Olt, die hier door de Zuidelijke Karpaten breekt. De kloof vormt de geografische grens tussen het Parânggebergte (westelijk) en het Făgărașgebergte (oostelijk) en de historische grens tussen Transsylvanië (noordelijk) en Walachije (zuidelijk).
De kloof dankt zijn naam aan een burcht die hier in de 14de eeuw werd gebouwd door de Zevenburgse Saksen, maar die als grensvesting in koninklijk (Hongaars) bezit was. De oorspronkelijke burcht ging in 1533 bij een overstroming van de Olt verloren. In de buurt van Boița, ten noorden van de kloof, werd vervolgens een nieuwe Rode Toren gebouwd.
De strategisch gelegen kloof is regelmatig het toneel geweest van veldslagen.